# Самавартана
Самавартана (санскр. समावर्तन, IAST: Samāvartana) или снана – индуистская санскара, связанная с окончанием изучения Вед под руководством гуру. Она знаменует конец периода ученичества и ашрамы брахмачарина и возвращение юноши к себе домой после учёбы в доме учителя. В древности самавартана обычно приходилась на 24-й год жизни ученика, если только он не выбирал более длительный срок обучения. Тогда возрастная граница повышалась. Сейчас эта церемония утратила своё значение и смешалась с другими санскарами. 
Второе название «снана» санскаре дано из-за ритуального омовения, принятого для завершения традиционного периода изучения Вед и являющегося важнейшей частью ритуала. После такого обряда молодой человек становится снатакой, «принявшим омовение», и он может перейти от ашрамы брахмачарина к стадии грихастхи, «домохозяина», вступить в брак и зажечь ритуальный огонь вместе со своей женой. После омовения юноша облачается в новые одежды и приводит в себя в порядок, используя различные украшения. Последние ему уже разрешено носить, так как суровый период ученичества считался оконченным.
Обязательным элементом является вознаграждение учителю за его труды, в основном, коровами либо землёй. Также перед уходом ученика учитель должен дать ему разрешение на брак. Из-за последнего обычая самавартана в современной Индии стала совершаться вне зависимости от срока и формы ученичества, а иногда даже одновременно с ритуалами упанаяна или виваха, сохранив в своём составе лишь омовение и украшение ученика. Часто даже игнорируется чтение ведийских мантр при совершении ритуала.